# Prezidentské volby v Moldavsku 1996
Prezidentské volby v Moldavsku v roce 1996 se konaly 17. listopadu 1996, druhé kolo proběhlo 1. prosince. Zatímco dosavadní prezident Mircea Snegur získal v prvním kole nejvíce hlasů, ve druhém kole ho porazil Petru Lucinschi.

## Výsledky
| Kandidát                  | Kandidát                  | Strana                               | První kolo | První kolo | Druhé kolo | Druhé kolo |
| Kandidát                  | Kandidát                  | Strana                               | Hlasy      | %          | Hlasy      | %          |
| ------------------------- | ------------------------- | ------------------------------------ | ---------- | ---------- | ---------- | ---------- |
|                           | Petru Lucinschi           | nestraník                            | 430 836    | 27,66      | 919 831    | 54,02      |
|                           | Mircea Snegur             | Strana obrody a smíření Moldavska    | 603 652    | 38,75      | 782 933    | 45,98      |
|                           | Vladimir Voronin          | Strana komunistů Moldavské republiky | 159 393    | 10,23      | —          | —          |
|                           | Andrei Sangheli           | Demokratická agrární strana          | 147 555    | 9,47       | —          | —          |
|                           | Valeriu Matei             | Strana demokratických sil            | 138 605    | 8,90       | —          | —          |
|                           | Marina Leviţchiová        | nestraník                            | 33 115     | 2,13       | —          | —          |
|                           | Anatol Plugaru            | nestraník                            | 28 159     | 1,81       | —          | —          |
|                           | Iuliana Gorea-Costinová   | nestraník                            | 9 926      | 0,64       | —          | —          |
|                           | Veronica Abramciucová     | nestraník                            | 6 619      | 0,42       | —          | —          |
| Celkem                    | Celkem                    | Celkem                               | 1 557 860  | 100        | 1 702 764  | 100        |
|                           |                           |                                      |            |            |            |            |
| Platné hlasy              | Platné hlasy              | Platné hlasy                         | 1 557 860  | 95,30      | 1 702 764  | 97,40      |
| Neplatné hlasy            | Neplatné hlasy            | Neplatné hlasy                       | 76 801     | 4,70       | 45 375     | 2,60       |
| Celkem hlasů              | Celkem hlasů              | Celkem hlasů                         | 1 634 661  | 100        | 1 748 139  | 100        |
| Registrovaní voliči/Účast | Registrovaní voliči/Účast | Registrovaní voliči/Účast            | 2 399 156  | 68,13      | 2 441 074  | 71,61      |
| Zdroj:                    |                           |                                      |            |            |            |            |